# Publicidad radiofónica

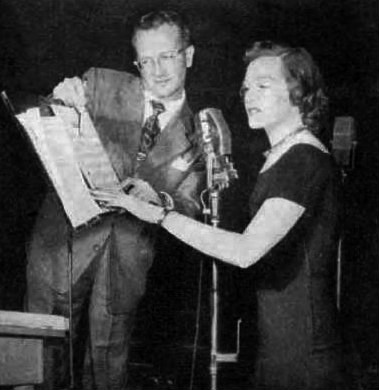
En su origen, la radio fue usada como un medio únicamente destinado al entretenimiento de las audiencias a través de programas narrados.

Publicidad radiofónica es publicidad a través de la radio, un medio de comunicación creado con la intención de entretener a sus oyentes y no de mantenerlos informados (el cual si era el caso de la prensa), esto se vio mediante la retransmisión de canciones y programas que cumplieran la función de seducción de la audiencia de este medio.
Desde la aparición de la Radio  en 1924, se advirtió su potencial efecto en los oyentes, y surgieron los primeros programas patrocinados, menciones a modo de historias o canciones pegadizas. Este medio de comunicación fue ocupado, en gran medida, por Estados Unidos en la Guerra fría. Tres décadas después, mermó su furor por la aparición de la televisión,es decir,  la imagen. Hoy en día es el segundo medio en el ranking de audiencia, pero el cuarto  en cuanto a inversión publicitaria.

## Características generales
- Flexibilidad de formatos (es el medio más innovador y el que más nuevas fórmulas podría ofrecer, gran oferta adaptable a cada necesidad) y de la creación y la planificación publicitaria (ideal para campañas de última hora, ofertas diarias, lo que se debe a que muchas veces son las propias radios las que elaboran la publicidad con sus recursos, y no las agencias).
- El mensaje es que escuches la publicidad.
- Segmentación geográfica (precisa delimitación, llega a toda el público , apego local con mensajes personales y muy próximos) y de audiencia (bien definida, abundante oferta generalista, especializada o multisoporte).
- Credibilidad transferencia entre la periodística y la informativa, la publicidad se impregna de los valores del medio en el que se inserta.
- Compaginación de la escucha radiofónica con otra actividad tener en cuenta el contexto y las condiciones de recepción del mensaje. Saber mediante investigación qué actividades suele realizar el oyente mientras tanto, para atinar más en el mensaje.
- Fugacidad del mensaje alto nivel de repetición del contenido, que no debe ofrecer mucha información memorizable.

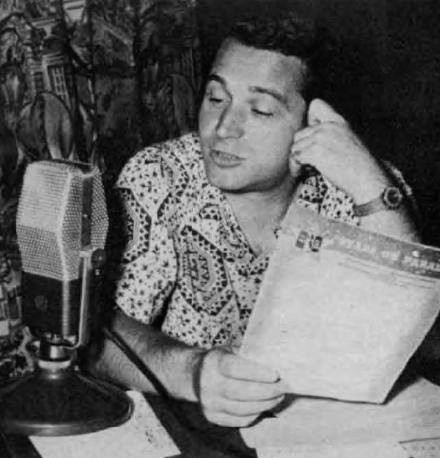
Perry Como como invitado en el programa de radio Guess Who

- Perry Como como invitado en el programa de radio Guess WhoRentabilidad económica y comunicativa coste por impacto menor que en otros medios, gracias a una segmentación que proporciona mayor acierto del público que se busca. Además no existe el problema del zapeo y de la contraprogramación.
- Costos de producción accesibles esto permite más anuncios por campaña según distintos públicos objetivo, circunstancias y emisoras. También servirá para evitar el aburrimiento de la audiencia.
- Emisión personal alcanza así públicos a los que ningún otro medio se dirige personal o directamente.
- Personalización del mensaje el receptor interioriza más el mensaje, pues piensa que se dirige a él en particular, por lo que se logra una reacción más inmediata. Esta estrecha relación se ve fomentada con el uso del teléfono y, junto con la mayor intimidad de la radio, hace que los mensajes ganen en persuasión. La radio actúa en la psicología del oyente proyectando éste su imagen en lo que oye, e identificándose en lo que recibe. Se puede así proyectar la imagen psicológica que queremos que el producto tenga en el ambiente del consumidor.
- Dirigirse personalmente al espectador, haciendo creer que forma parte de ese anuncio.

## Problemática y situación actual en España
Por lo general, hoy en día la radio es un medio del que se prescinde cuando el presupuesto publicitario es limitado, o en el cual se invierte lo que sobra. Las cifras de inversión permanecen invariables, cuarto lugar tras TV, prensa y revistas. En audiencia es el segundo (solo superado en las horas clave de la TV), y es el que menos cuenta con profesionales publicitarios especializados. La falta de investigación es preocupante, o no se perfeccionan los métodos de recolección de información, o en las pocas investigaciones puntuales que realizan algunas marcas se restringen los resultados. Frente a la televisión, en radio no existen estudios sobre la eficacia de los anuncios, sobre los efectos positivos. Esta carencia provoca falta de creatividad por desconocimiento de las posibilidades y efectos de la publicidad radiofónica. Y esto a su vez trae como consecuencia una peor consideración estética y social de los anuncios radiofónicos.
Los tres parámetros fundamentales que condicionan la situación actual de la radio como medio publicitario son:
1. La audiencia radiofónica: Tras la triunfal irrupción de la televisión, la radio fue recuperando audiencia pero pasó de una masiva a una muy fragmentada, y la misma recuperación se vio en anunciantes. El papel decisivo en la apertura informativa de la transición tuvo mucho que ver en este resurgimiento. Actualmente la audiencia, al igual que la de la prensa, es más joven y con más poder adquisitivo y nivel cultural (clase media alta) que la de la televisión (clase media). Además, es el medio que más se escucha en la hora precedente antes de hacer la compra, y con el que menos tiempo hay entre el mensaje publicitario y la mayor compra del día. Amas de casa, cabezas de familia e hijos. Tres bloques horarios diferentes: a) programación matinal con mucha información; b) programación de tarde de contenido más distendido y humano; y c) programación nocturna de tono más intimista. La radio es el más vivo reflejo de la crónica social en que se ubica, es un medio muy asequible y cercano al ciudadano. La sociedad rechaza lo masivo porque se considera pluralista y fragmentada como la radio. La audiencia, en conclusión, es la suma de oyentes que contacta en determinado momento con una emisión, pero ese oyente es activo, escoge lo que le interesa, así que el éxito de una emisión depende de su capacidad de conectar con él, por lo que es imprescindible conocerle bien, investigar.
2. La investigación de la publicidad radiofónica: Se cree que los estudios sobre la radio no son satisfactorios, lo cual provoca que se recurra menos a una investigación de audiencias imprescindible para la gestión publicitaria. En España, el Estudio General de Medios emite un estudio multimedia tres veces al año. Los pocos análisis que se hacen al margen de este vienen a confirmar los mismos datos generales: la radio se oye más por la mañana, en casa y en el coche, los hombres de 25 a 34 años son los que más la oyen y la media está en 3 horas al día, como actividad secundaria generalmente. En cuanto a publicidad se establece que la franja más ocupada es la matinal, y que la cuña es el formato dominante. En estos estudios se suele distinguir entre radio generalista (Ser, Onda Cero, COPE) y radio temática (las llamadas radio-fórmulas como Cadena 40 o Kiss FM). En conclusión, se revela que en la radio española existe un tremendo desfase entre audiencia (18 millones de oyentes) e inversión publicitaria (4º puesto de medios), y esto se debe a que el anunciante no confía en los datos de los estudios sobre audiencias. Este problema de inversión se debe solucionar mejorando los análisis y la medición de datos para que el anunciante minimice el riesgo de sus inversiones y mida los costes y resultados de las mismas. Falta investigación cualitativa para analizar el comportamiento de la audiencia respecto al consumo, y sobre todo para analizar el mensaje, su percepción, sus elementos y sus efectos. Estos estudios suelen ser muy puntuales y sus resultados no se comparten.
3. La inversión publicitaria en radio: Desde 1977 y según los estudios anuales de la agencia J. Walter Thompson, la radio ocupa el cuarto lugar de inversiones de los anunciantes en los principales medios, tras la televisión, la prensa y las revistas. A pesar de la escasa cifra presupuestaria, la radio española es la que alcanza mayores cuotas en comparación con el resto de países europeos. Algunas de las tendencias habituales en los estudios sobre inversión revelan una tendencia creciente en el dinero invertido por los anunciantes, una posición destacada del grupo Ser, y una mayor inversión en los meses finales del año, así como mayor relevancia de los sectores de la cultura, la enseñanza y los medios de comunicación. Se invierte más en radio generalista y la cuña es el formato más utilizado.

## Tabla: Inversión publicitaria en Radio
La inversión publicitaria global,es decir, en todos los medios de comunicación, afecta claramente la inversión publicitaria en la radio. A continuación se presenta una tabla con el porcentaje de crecimiento o decrecimiento de la publicidad en EE. UU., España, China, Australia y Marruecos.
| EE. UU.        | ESPAÑA         | CHINA          | AUSTRALIA      | MARRUECOS        |
| + 3,8%         | + 4,1%         | +9.0%          | +1,9%          | - 6,8%           |
| -------------- | -------------- | -------------- | -------------- | ---------------- |
| En crecimiento | En crecimiento | En crecimiento | En crecimiento | En decrecimiento |

## Situación en Venezuela
La publicidad radial en Venezuela es la fuente de sostenimiento de emisoras y locutores en prácticamente todas las emisoras existentes en Venezuela. La radio venezolana dispone de tres formatos para proyectar la publicidad radial:
- 1.- Las emisoras comerciales en AM
- 2.- Las emisoras comerciales en FM
- 3.- Las emisoras Comunitarias

Las estaciones de AM, como en todos los países, fueron las pioneras de la publicidad radial hasta la llegada de la FM la cual opacó esta categoría de estaciones al punto que no ha crecido en Venezuela luego de que en 1985 se iniciara el proceso de permisología por parte del gobierno nacional: Conatel, para autorizar esta forma de emisión radial. Algunas emisoras de AM no solo decayeron en audiencia sino también en programas por lo cual la pauta publicitaria vino desapareciendo. Por consiguiente, Algunas emisoras en AM cerraron; otras se las ingeniaron para saltar al nuevo formato: FM, el cual resultaba más atractivo para los oyentes por su claridad y nitidez. Finalmente, la AM ha conseguido que su formato de programación tienda a los programas de participación, de opinión, noticiosos o talk shows.
Las emisoras de FM, una vez aparecieron en el país, captaron la atención de los oyentes. Caracas (la capital) como fue la primera ciudad en ofrecer esta modalidad seguida de las ciudades del centro como: Valencia y Maracay. En el estado Táchira particularmente, no fue sino hasta 1989 - agosto- cuando comenzó a usarse el espectro de los megahertzios con la señal de prueba de la estación: FM 102.1. Después y rápidamente, le siguieron otras emisoras comerciales que se repartieron la torta publicitaria en este segmento.
Las emisoras Comunitarias llegaron con el gobierno del presidente Chávez luego de 2002. El objetivo de estas emisoras, en el papel, era interesante; sin embargo, muchas de estas nuevas estaciones de radio han desviado sus fines sociales y culturales para convertirse en "competencia desleal" o competencia ventajosa? pues al gozar de grandes beneficios impositivos, se han volcado a vender publicidad radial de todo tipo a unos precios sumamente bajos; no obstante, algunas desventajas evidentes como la cobertura, que es muy local, solo cubren parte o algunas zonas de la ciudad donde emiten su señal, tiene baja calidad de sonido y  pobre calibración de sus transmisores, producen o generan interferencias  a las emisoras FM comerciales y la deficiente formación profesional de los productores y locutores de programas, ha hecho recapacitar a los comerciantes de ciudades y pueblos para no abandonar del todo la publicidad radial en las emisoras comerciales tradicionales, haciendo que el dominio  de la radio comercial tradicional siga predominando por encima de las nuevas emisoras comunitarias.